# Hesperocyparis forbesii
{{#ifeq:0|0|{{#if:|{{#if:Cupressusforbesii|[[]}}|}}}}
Cupressus forbesii — вид хвойних рослин родини кипарисових.

## Поширення
Ендемік тихоокеанського узбережжя Північної Америки. Дерево трапляється лише в горах Санта-Ана в округах Орендж і Сан-Дієго на півдні американського штату Каліфорнія, а також у північній частині мексиканського штату Баха-Каліфорнія. Росте у горах на висоті 450—1500 м над рівнем моря.

## Морфологія
Cupressus forbesii сягає 10 метрів заввишки. Як правило дерево має декілька стовбурів. Забарвлення листя варіює від насиченого світло-зеленого до зеленого. Насіння темно-коричневого забарвлення, 20–32 мм діаметром.